# Fessenheim-le-Bas
Fessenheim-le-Bas là một xã thuộc tỉnh Bas-Rhin trong vùng Grand Est đông bắc Pháp.